# Hockey World League 2014-15 (mannen), ronde 2
Ronde 2 van de Hockey World League 2014-15 (mannen) wordt gehouden in de periode januari - maart 2015. De 24 deelnemende landen strijden in drie toernooien om zeven plaatsen in de halve finale van de Hockey World League.

## Kwalificatie
De acht landen die op de wereldranglijst op de posities 12 tot en met 19 stonden, tijdens het begin van de competitie, waren direct voor deze tweede ronde gekwalificeerd. Ook Singapore en de Verenigde Staten, die als organisator van een van de drie toernooien was aangewezen, waren direct geplaatst en hoefde niet in de eerste ronde te spelen.
Zuid-Afrika was al gekwalificeerd voor ronde 2 op basis van hun positie op de wereldranglijst, voordat zij tot gastland werd verkozen.
Veertien landen kwalificeerden zich via de eerste ronde.
| Data                 | Evenement                                  | Locatie                                                      | Quota                      | Gekwalificeerd                                                  |
| -------------------- | ------------------------------------------ | ------------------------------------------------------------ | -------------------------- | --------------------------------------------------------------- |
|                      | Nummer 12 t/m 19 op de FIH-wereldranglijst | Nummer 12 t/m 19 op de FIH-wereldranglijst                   | 8                          | Zuid-Afrika Maleisië Canada Ierland Japan Frankrijk China Polen |
| Gastland             | Gastland                                   | 2                                                            | Singapore Verenigde Staten |                                                                 |
| 1–6 juli 2014        | Hockey World League, ronde 1               | Kroatië, Sveti Ivan Zelina                                   | 2                          | Rusland Zwitserland                                             |
| 2–7 september 2014   | Hockey World League, ronde 1               | Tsjechië, Hradec Králové                                     | 2                          | Wit-Rusland Tsjechië                                            |
| 5–7 september 2014   | Hockey World League, ronde 1               | Bangladesh, Dhaka                                            | 1                          | Bangladesh                                                      |
| 5–7 september 2014   | Hockey World League, ronde 1               | Oman, Masqat                                                 | 1                          | Azerbeidzjan                                                    |
| 5–7 september 2014   | Hockey World League, ronde 1               | Kenia, Nairobi                                               | 1                          | Egypte                                                          |
| 12–14 september 2014 | Hockey World League, ronde 1               | Mexico, Guadalajara                                          | 1                          | Chili Mexico1                                                   |
| 12–14 september 2014 | Hockey World League, ronde 1               | Portugal, Lousada                                            | 1                          | Oostenrijk                                                      |
| 1-5 oktober 2014     | Hockey World League, ronde 1               | Jamaica, Kingston                                            | 1                          | Trinidad en Tobago                                              |
| 6–11 december 2014   | Hockey World League, ronde 1               | Fiji, Suva                                                   | 1                          | Fiji1                                                           |
|                      | Hockey World League, ronde 1               | Beste landen die net onder een gekwalificeerd land eindigden | 3                          | Italië Oekraïne Oman                                            |
| Totaal               | Totaal                                     | Totaal                                                       | 24                         |                                                                 |

1 Fiji trok zich terug en Mexico werd als vervanger aangewezen.

## Singapore
In Singapore werd van 17 tot en met 25 januari gespeeld. De drie beste landen plaatsten zich voor de halve finale.

### Eerste ronde
Groep A
| Team      | GS | W | WS | VS | V | DV | DT | DS  | Ptn |
| --------- | -- | - | -- | -- | - | -- | -- | --- | --- |
| Maleisië  | 3  | 3 | 0  | 0  | 0 | 28 | 2  | +26 | 9   |
| Oman      | 3  | 2 | 0  | 0  | 1 | 5  | 10 | −5  | 6   |
| Oekraïne  | 3  | 1 | 0  | 0  | 2 | 4  | 8  | −4  | 3   |
| Singapore | 3  | 0 | 0  | 0  | 3 | 4  | 21 | −17 | 0   |

| 17 januari 2015 17:30 |           |          |                                                      |
| Maleisië              | 5–1       | Oekraïne | Scheidsrechters: Chen Dekang (CHN) Ali Shahbaz (BAN) |
|                       | (verslag) |          | Scheidsrechters: Chen Dekang (CHN) Ali Shahbaz (BAN) |

| 17 januari 2015 20:00 |           |           |                                                               |
| Oman                  | 3–2       | Singapore | Scheidsrechters: Kenichi Narita (JPN) Grzegorz Rysiński (POL) |
|                       | (verslag) |           | Scheidsrechters: Kenichi Narita (JPN) Grzegorz Rysiński (POL) |

| 19 januari 2015 15:00 |           |           |                                                         |
| Oekraïne              | 2–1       | Singapore | Scheidsrechters: Ahmed El-Sayed (EGY) Ali Shahbaz (BAN) |
|                       | (verslag) |           | Scheidsrechters: Ahmed El-Sayed (EGY) Ali Shahbaz (BAN) |

| 19 januari 2015 17:30 |           |          |                                                      |
| Oman                  | 0–7       | Maleisië | Scheidsrechters: Chen Dekang (CHN) Zeke Newman (AUS) |
|                       | (verslag) |          | Scheidsrechters: Chen Dekang (CHN) Zeke Newman (AUS) |

| 20 januari 2015 17:30 |           |      |                                                            |
| Oekraïne              | 1–2       | Oman | Scheidsrechters: Chen Dekang (CHN) Grzegorz Rysiński (POL) |
|                       | (verslag) |      | Scheidsrechters: Chen Dekang (CHN) Grzegorz Rysiński (POL) |

| 20 januari 2015 20:00 |           |           |                                                         |
| Maleisië              | 16–1      | Singapore | Scheidsrechters: Ahmed El-Sayed (EGY) Zeke Newman (AUS) |
|                       | (verslag) |           | Scheidsrechters: Ahmed El-Sayed (EGY) Zeke Newman (AUS) |

Groep B
| Team       | GS | W | WS | VS | V | DV | DT | DS  | Ptn |
| ---------- | -- | - | -- | -- | - | -- | -- | --- | --- |
| Polen      | 3  | 3 | 0  | 0  | 0 | 14 | 2  | +12 | 9   |
| Japan      | 3  | 2 | 0  | 0  | 1 | 13 | 4  | +9  | 6   |
| Bangladesh | 3  | 1 | 0  | 0  | 2 | 7  | 11 | −4  | 3   |
| Mexico     | 3  | 0 | 0  | 0  | 3 | 1  | 18 | −17 | 0   |

| 17 januari 2015 09:00 |           |            |                                                               |
| Japan                 | 5–1       | Bangladesh | Scheidsrechters: Ahmed El-Sayed (EGY) Nor Azhar Abiddin (MAS) |
|                       | (verslag) |            | Scheidsrechters: Ahmed El-Sayed (EGY) Nor Azhar Abiddin (MAS) |

| 17 januari 2015 15:00 |           |        |                                                                |
| Polen                 | 6–0       | Mexico | Scheidsrechters: Lim Hong Zhen (SIN) Maksym Perepelytsya (UKR) |
|                       | (verslag) |        | Scheidsrechters: Lim Hong Zhen (SIN) Maksym Perepelytsya (UKR) |

| 18 januari 2015 15:00 |           |        |                                                          |
| Bangladesh            | 6–1       | Mexico | Scheidsrechters: Ahmed El-Sayed (EGY) Thani Saheem (OMA) |
|                       | (verslag) |        | Scheidsrechters: Ahmed El-Sayed (EGY) Thani Saheem (OMA) |

| 18 januari 2015 17:30 |           |       |                                                      |
| Polen                 | 3–2       | Japan | Scheidsrechters: Chen Dekang (CHN) Zeke Newman (AUS) |
|                       | (verslag) |       | Scheidsrechters: Chen Dekang (CHN) Zeke Newman (AUS) |

| 20 januari 2015 09:00 |           |        |                                                             |
| Japan                 | 6–0       | Mexico | Scheidsrechters: Nor Azhar Abiddin (MAS) Thani Saheem (OMA) |
|                       | (verslag) |        | Scheidsrechters: Nor Azhar Abiddin (MAS) Thani Saheem (OMA) |

| 20 januari 2015 15:00 |           |       |                                                                |
| Bangladesh            | 0–5       | Polen | Scheidsrechters: Maksym Perepelytsya (UKR) Lim Hong Zhen (SIN) |
|                       | (verslag) |       | Scheidsrechters: Maksym Perepelytsya (UKR) Lim Hong Zhen (SIN) |

### Kwartfinales
| 22 januari 2015 09:00 |           |        |                                                             |
| Maleisië              | 10–1      | Mexico | Scheidsrechters: Thani Saheem (OMA) Grzegorz Rysiński (POL) |
|                       | (verslag) |        | Scheidsrechters: Thani Saheem (OMA) Grzegorz Rysiński (POL) |

| 22 januari 2015 15:00 |           |          |                                                            |
| Japan                 | 5–0       | Oekraïne | Scheidsrechters: Nor Azhar Abiddin (MAS) Ali Shahbaz (BAN) |
|                       | (verslag) |          | Scheidsrechters: Nor Azhar Abiddin (MAS) Ali Shahbaz (BAN) |

| 22 januari 2015 17:30 |                         |            |                                                        |
| Oman                  | 3–3 (2-0 na shoot-outs) | Bangladesh | Scheidsrechters: Lim Hong Zhen (SIN) Zeke Newman (AUS) |
|                       | (verslag)               |            | Scheidsrechters: Lim Hong Zhen (SIN) Zeke Newman (AUS) |

| 22 januari 2015 20:00 |           |           |                                                                 |
| Polen                 | 8–0       | Singapore | Scheidsrechters: Kenichi Narita (JPN) Maksym Perepelytsya (UKR) |
|                       | (verslag) |           | Scheidsrechters: Kenichi Narita (JPN) Maksym Perepelytsya (UKR) |

### Kruisingswedstrijden
Om plaatsen 5-8
| 23 januari 2015 15:00 |           |          |                                                                  |
| Mexico                | 2–4       | Oekraïne | Scheidsrechters: Nor Azhar Abiddin (MAS) Grzegorz Rysiński (POL) |
|                       | (verslag) |          | Scheidsrechters: Nor Azhar Abiddin (MAS) Grzegorz Rysiński (POL) |

| 23 januari 2015 17:30 |           |           |                                                                 |
| Bangladesh            | 3–0       | Singapore | Scheidsrechters: Kenichi Narita (JPN) Maksym Perepelytsya (UKR) |
|                       | (verslag) |           | Scheidsrechters: Kenichi Narita (JPN) Maksym Perepelytsya (UKR) |

Halve finales
| 24 januari 2015 15:00 |                         |       |                                                        |
| Maleisië              | 1–1 (3-2 na shoot-outs) | Japan | Scheidsrechters: Chen Dekang (CHN) Lim Hong Zhen (SIN) |
|                       | (verslag)               |       | Scheidsrechters: Chen Dekang (CHN) Lim Hong Zhen (SIN) |

| 24 januari 2015 17:30 |           |       |                                                         |
| Oman                  | 1–7       | Polen | Scheidsrechters: Ahmed El-Sayed (EGY) Zeke Newman (AUS) |
|                       | (verslag) |       | Scheidsrechters: Ahmed El-Sayed (EGY) Zeke Newman (AUS) |

### Plaatsingswedstrijden
Om de 7e/8e plaats
| 25 januari 2015 09:00 |           |           |                                                              |
| Mexico                | 3–4       | Singapore | Scheidsrechters: Ali Shahbaz (BAN) Maksym Perepelytsya (UKR) |
|                       | (verslag) |           | Scheidsrechters: Ali Shahbaz (BAN) Maksym Perepelytsya (UKR) |

Om de 5e/6e plaats
| 25 januari 2015 15:00 |           |            |                                                                  |
| Oekraïne              | 3–1       | Bangladesh | Scheidsrechters: Nor Azhar Abiddin (MAS) Grzegorz Rysiński (POL) |
|                       | (verslag) |            | Scheidsrechters: Nor Azhar Abiddin (MAS) Grzegorz Rysiński (POL) |

Om de 3e/4e plaats
| 25 januari 2015 17:30 |           |      |                                                        |
| Japan                 | 4–0       | Oman | Scheidsrechters: Zeke Newman (AUS) Lim Hong Zhen (SIN) |
|                       | (verslag) |      | Scheidsrechters: Zeke Newman (AUS) Lim Hong Zhen (SIN) |

Finale
| 25 januari 2015 20:00 |           |       |                                                         |
| Maleisië              | 8–0       | Polen | Scheidsrechters: Chen Dekang (CHN) Ahmed El-Sayed (EGY) |
|                       | (verslag) |       | Scheidsrechters: Chen Dekang (CHN) Ahmed El-Sayed (EGY) |

### Eindrangschikking
| Rang   | Land       |
| ------ | ---------- |
| Goud   | Maleisië   |
| Zilver | Polen      |
| Brons  | Japan      |
| 4      | Oman       |
| 5      | Oekraïne   |
| 6      | Bangladesh |
| 7      | Singapore  |
| 8      | Mexico     |

## San Diego
In San Diego, Verenigde Staten, werd van 28 februari tot en met 5 maart 2015 gespeeld. De drie beste landen plaatsten zich voor de halve finale.

### Eerste ronde
Groep A
| Team       | GS | W | WS | VS | V | DV | DT | DS  | Ptn |
| ---------- | -- | - | -- | -- | - | -- | -- | --- | --- |
| Ierland    | 3  | 3 | 0  | 0  | 0 | 13 | 1  | +12 | 9   |
| Oostenrijk | 3  | 2 | 0  | 0  | 1 | 9  | 5  | +4  | 6   |
| Italië     | 3  | 1 | 0  | 0  | 2 | 3  | 6  | −3  | 3   |
| Chili      | 3  | 0 | 0  | 0  | 3 | 2  | 15 | −13 | 0   |

| 28 februari 2015 13:30 |           |       |                                                        |
| Ierland                | 8–0       | Chili | Scheidsrechters: Saleem Aaron (USA) Deric Lerung (CAN) |
|                        | (verslag) |       | Scheidsrechters: Saleem Aaron (USA) Deric Lerung (CAN) |

| 28 februari 2015 15:15 |           |        |                                                        |
| Oostenrijk             | 3–1       | Italië | Scheidsrechters: Federico García (URU) Nku Davis (TRI) |
|                        | (verslag) |        | Scheidsrechters: Federico García (URU) Nku Davis (TRI) |

| 1 maart 2015 13:00 |           |        |                                                               |
| Chili              | 1–2       | Italië | Scheidsrechters: Warren McCully (IRL) Mikhail Golovanov (RUS) |
|                    | (verslag) |        | Scheidsrechters: Warren McCully (IRL) Mikhail Golovanov (RUS) |

| 1 maart 2015 15:15 |           |         |                                                           |
| Oostenrijk         | 1–3       | Ierland | Scheidsrechters: Saleem Aaron (USA) Benjamin Peters (USA) |
|                    | (verslag) |         | Scheidsrechters: Saleem Aaron (USA) Benjamin Peters (USA) |

| 3 maart 2015 13:00 |           |        |                                                        |
| Ierland            | 2–0       | Italië | Scheidsrechters: Saleem Aaron (USA) Deric Lerung (CAN) |
|                    | (verslag) |        | Scheidsrechters: Saleem Aaron (USA) Deric Lerung (CAN) |

| 3 maart 2015 15:15 |           |            |                                                           |
| Chili              | 1-5       | Oostenrijk | Scheidsrechters: Diego Barbas (ARG) Benjamin Peters (USA) |
|                    | (verslag) |            | Scheidsrechters: Diego Barbas (ARG) Benjamin Peters (USA) |

Groep B
| Team               | GS | W | WS | VS | V | DV | DT | DS  | Ptn |
| ------------------ | -- | - | -- | -- | - | -- | -- | --- | --- |
| Rusland            | 3  | 3 | 0  | 0  | 0 | 12 | 4  | +8  | 9   |
| Canada             | 3  | 2 | 0  | 0  | 1 | 9  | 4  | +5  | 6   |
| Verenigde Staten   | 3  | 1 | 0  | 0  | 2 | 11 | 10 | +1  | 3   |
| Trinidad en Tobago | 3  | 0 | 0  | 0  | 3 | 2  | 16 | −14 | 0   |

| 28 februari 2015 08:30 |           |                    |                                                              |
| Rusland                | 6–1       | Trinidad en Tobago | Scheidsrechters: Warren McCully (IRL) Pietro Galligani (ITA) |
|                        | (verslag) |                    | Scheidsrechters: Warren McCully (IRL) Pietro Galligani (ITA) |

| 28 februari 2015 10:45 |           |                  |                                                           |
| Canada                 | 5–2       | Verenigde Staten | Scheidsrechters: Diego Barbas (ARG) Oliver Tarnoczi (AUT) |
|                        | (verslag) |                  | Scheidsrechters: Diego Barbas (ARG) Oliver Tarnoczi (AUT) |

| 1 maart 2015 08:30 |           |        |                                                            |
| Rusland            | 2–1       | Canada | Scheidsrechters: Diego Barbas (ARG) Pietro Calligani (ITA) |
|                    | (verslag) |        | Scheidsrechters: Diego Barbas (ARG) Pietro Calligani (ITA) |

| 1 maart 2015 10:45 |           |                    |                                                              |
| Verenigde Staten   | 7–1       | Trinidad en Tobago | Scheidsrechters: Federico García (URU) Oliver Tarnoczi (AUT) |
|                    | (verslag) |                    | Scheidsrechters: Federico García (URU) Oliver Tarnoczi (AUT) |

| 3 maart 2015 08:30 |           |                    |                                                               |
| Canada             | 3–0       | Trinidad en Tobago | Scheidsrechters: Federico García (URU) Pietro Calligani (ITA) |
|                    | (verslag) |                    | Scheidsrechters: Federico García (URU) Pietro Calligani (ITA) |

| 3 maart 2015 10:45 |           |         |                                                             |
| Verenigde Staten   | 2–4       | Rusland | Scheidsrechters: Warren McCully (IRL) Oliver Tarnoczi (AUT) |
|                    | (verslag) |         | Scheidsrechters: Warren McCully (IRL) Oliver Tarnoczi (AUT) |

### Kwartfinales
| 5 maart 2015 08:30 |           |                    |                                                           |
| Ierland            | 12–2      | Trinidad en Tobago | Scheidsrechters: Diego Barbas (ARG) Oliver Tarnoczi (AUT) |
|                    | (verslag) |                    | Scheidsrechters: Diego Barbas (ARG) Oliver Tarnoczi (AUT) |

| 5 maart 2015 10:45 |           |        |                                                             |
| Canada             | 4–0       | Italië | Scheidsrechters: Saleem Aaron (USA) Mikhail Golovanov (RUS) |
|                    | (verslag) |        | Scheidsrechters: Saleem Aaron (USA) Mikhail Golovanov (RUS) |

| 5 maart 2015 13:00 |           |                  |                                                           |
| Oostenrijk         | 2–1       | Verenigde Staten | Scheidsrechters: Federico García (URU) Deric Lerung (CAN) |
|                    | (verslag) |                  | Scheidsrechters: Federico García (URU) Deric Lerung (CAN) |

| 5 maart 2015 15:15 |                         |       |                                                              |
| Rusland            | 2–2 (5-4 na shoot-outs) | Chili | Scheidsrechters: Warren McCully (IRL) Pietro Galligani (ITA) |
|                    | (verslag)               |       | Scheidsrechters: Warren McCully (IRL) Pietro Galligani (ITA) |

### Kruisingswedstrijden
Om plaatsen 5-8
| 7 maart 2015 08:30 |           |        |                                                           |
| Trinidad en Tobago | 1–2       | Italië | Scheidsrechters: Benjamin Peters (USA) Deric Lerung (CAN) |
|                    | (verslag) |        | Scheidsrechters: Benjamin Peters (USA) Deric Lerung (CAN) |

| 7 maart 2015 10:45 |           |       |                                                              |
| Verenigde Staten   | 1–3       | Chili | Scheidsrechters: Federico García (URU) Oliver Tarnoczi (AUT) |
|                    | (verslag) |       | Scheidsrechters: Federico García (URU) Oliver Tarnoczi (AUT) |

Halve finales
| 7 maart 2015 13:00 |           |        |                                                             |
| Ierland            | 2–0       | Canada | Scheidsrechters: Diego Barbas (ARG) Mikhail Golovanov (RUS) |
|                    | (verslag) |        | Scheidsrechters: Diego Barbas (ARG) Mikhail Golovanov (RUS) |

| 7 maart 2015 15:15 |                         |         |                                                          |
| Oostenrijk         | 1–1 (4-2 na shoot-outs) | Rusland | Scheidsrechters: Saleem Aaron (USA) Warren McCully (IRL) |
|                    | (verslag)               |         | Scheidsrechters: Saleem Aaron (USA) Warren McCully (IRL) |

### Plaatsingswedstrijden
Om de 7e/8e plaats
| 8 maart 2015 08:30 |           |                  |                                                               |
| Trinidad en Tobago | 3–5       | Verenigde Staten | Scheidsrechters: Federico García (URU) Pietro Galligani (ITA) |
|                    | (verslag) |                  | Scheidsrechters: Federico García (URU) Pietro Galligani (ITA) |

Om de 5e/6e plaats
| 8 maart 2015 10:45 |                         |       |                                                              |
| Italië             | 1–1 (0-3 na shoot-outs) | Chili | Scheidsrechters: Oliver Tarnoczi (AUT) Benjamin Peters (USA) |
|                    | (verslag)               |       | Scheidsrechters: Oliver Tarnoczi (AUT) Benjamin Peters (USA) |

Om de 3e/4e plaats
| 8 maart 2015 13:00 |           |         |                                                          |
| Canada             | 4–1       | Rusland | Scheidsrechters: Diego Barbas (ARG) Warren McCully (IRL) |
|                    | (verslag) |         | Scheidsrechters: Diego Barbas (ARG) Warren McCully (IRL) |

Finale
| 8 maart 2015 15:15 |           |            |                                                             |
| Ierland            | 2–1       | Oostenrijk | Scheidsrechters: Saleem Aaron (USA) Mikhail Golovanov (RUS) |
|                    | (verslag) |            | Scheidsrechters: Saleem Aaron (USA) Mikhail Golovanov (RUS) |

### Eindrangschikking
| Rang   | Land               |
| ------ | ------------------ |
| Goud   | Ierland            |
| Zilver | Oostenrijk         |
| Brons  | Canada             |
| 4      | Rusland            |
| 5      | Chili              |
| 6      | Italië             |
| 7      | Verenigde Staten   |
| 8      | Trinidad en Tobago |

## Kaapstad
In Kaapstad, Zuid-Afrika, werd van 7 tot en met 15 maart 2015 gespeeld. De drie beste landen plaatsten zich voor de halve finale.

### Eerste ronde
Groep A
| Team        | GS | W | WS | VS | V | DV | DT | DS | Ptn |
| ----------- | -- | - | -- | -- | - | -- | -- | -- | --- |
| Zuid-Afrika | 3  | 2 | 1  | 0  | 0 | 9  | 6  | +3 | 8   |
| Egypte      | 3  | 2 | 0  | 0  | 1 | 9  | 5  | +4 | 6   |
| China       | 3  | 1 | 0  | 2  | 0 | 10 | 9  | +1 | 4   |
| Zwitserland | 3  | 0 | 0  | 0  | 3 | 2  | 10 | −8 | 0   |

| 7 maart 2015 14:00 |           |             |                                                         |
| Egypte             | 3–1       | Zwitserland | Scheidsrechters: Marc Knulle (FRA) Irshad Alizade (AZE) |
|                    | (verslag) |             | Scheidsrechters: Marc Knulle (FRA) Irshad Alizade (AZE) |

| 7 maart 2015 16:15 |                         |       |                                                         |
| Zuid-Afrika        | 4–4 (4-3 na shoot-outs) | China | Scheidsrechters: Eduardo Lizana (ESP) Tomáš Holek (CZE) |
|                    | (verslag)               |       | Scheidsrechters: Eduardo Lizana (ESP) Tomáš Holek (CZE) |

| 8 maart 2015 14:00 |           |             |                                                        |
| China              | 5–1       | Zwitserland | Scheidsrechters: Sean Rapaport (RSA) Marc Knulle (FRA) |
|                    | (verslag) |             | Scheidsrechters: Sean Rapaport (RSA) Marc Knulle (FRA) |

| 8 maart 2015 16:15 |           |             |                                                             |
| Egypte             | 2–3       | Zuid-Afrika | Scheidsrechters: Jonas van't Hek (NED) Joachim Wimmer (SUI) |
|                    | (verslag) |             | Scheidsrechters: Jonas van't Hek (NED) Joachim Wimmer (SUI) |

| 10 maart 2015 16:15 |           |        |                                                          |
| China               | 1–4       | Egypte | Scheidsrechters: Eduardo Lizana (ESP) Kirk Mendoza (RSA) |
|                     | (verslag) |        | Scheidsrechters: Eduardo Lizana (ESP) Kirk Mendoza (RSA) |

| 10 maart 2015 18:30 |           |             |                                                          |
| Zuid-Afrika         | 2–0       | Zwitserland | Scheidsrechters: Marc Knulle (FRA) Sherif El-Amari (EGY) |
|                     | (verslag) |             | Scheidsrechters: Marc Knulle (FRA) Sherif El-Amari (EGY) |

Groep B
| Team         | GS | W | WS | VS | V | DV | DT | DS  | Ptn |
| ------------ | -- | - | -- | -- | - | -- | -- | --- | --- |
| Frankrijk    | 3  | 3 | 0  | 0  | 0 | 11 | 0  | +11 | 9   |
| Tsjechië     | 3  | 1 | 0  | 1  | 1 | 3  | 5  | −2  | 4   |
| Wit-Rusland  | 3  | 1 | 0  | 0  | 2 | 4  | 8  | −4  | 3   |
| Azerbeidzjan | 3  | 0 | 1  | 0  | 2 | 4  | 9  | −5  | 1   |

| 7 maart 2015 09:30 |           |              |                                                         |
| Frankrijk          | 4–0       | Azerbeidzjan | Scheidsrechters: Jonas van't Hek (NED) Tao Zhinan (CHN) |
|                    | (verslag) |              | Scheidsrechters: Jonas van't Hek (NED) Tao Zhinan (CHN) |

| 7 maart 2015 11:45 |           |             |                                                            |
| Tsjechië           | 2–0       | Wit-Rusland | Scheidsrechters: Sherif El-Amari (EGY) Sean Rapaport (RSA) |
|                    | (verslag) |             | Scheidsrechters: Sherif El-Amari (EGY) Sean Rapaport (RSA) |

| 8 maart 2015 09:30 |           |             |                                                       |
| Azerbeidzjan       | 3–4       | Wit-Rusland | Scheidsrechters: Kirk Mendoza (RSA) Tomáš Holek (CZE) |
|                    | (verslag) |             | Scheidsrechters: Kirk Mendoza (RSA) Tomáš Holek (CZE) |

| 8 maart 2015 11:45 |           |           |                                                         |
| Tsjechië           | 0–4       | Frankrijk | Scheidsrechters: Tao Zhinan (CHN) Sherif El-Amari (EGY) |
|                    | (verslag) |           | Scheidsrechters: Tao Zhinan (CHN) Sherif El-Amari (EGY) |

| 10 maart 2015 11:45 |           |             |                                                           |
| Frankrijk           | 3–0       | Wit-Rusland | Scheidsrechters: Irshad Alizade (AZE) Sean Rapaport (RSA) |
|                     | (verslag) |             | Scheidsrechters: Irshad Alizade (AZE) Sean Rapaport (RSA) |

| 10 maart 2015 14:00 |                         |          |                                                        |
| Azerbeidzjan        | 1–1 (3-1 na shoot-outs) | Tsjechië | Scheidsrechters: Tao Zhinan (CHN) Joachim Wimmer (SUI) |
|                     | (verslag)               |          | Scheidsrechters: Tao Zhinan (CHN) Joachim Wimmer (SUI) |

### Kwartfinales
| 12 maart 2015 11:45 |           |       |                                                            |
| Tsjechië            | 2–6       | China | Scheidsrechters: Eduardo Lizana (ESP) Irshad Alizade (AZE) |
|                     | (verslag) |       | Scheidsrechters: Eduardo Lizana (ESP) Irshad Alizade (AZE) |

| 12 maart 2015 14:00 |           |             |                                                          |
| Egypte              | 7–1       | Wit-Rusland | Scheidsrechters: Kirk Mendoza (RSA) Joachim Wimmer (SUI) |
|                     | (verslag) |             | Scheidsrechters: Kirk Mendoza (RSA) Joachim Wimmer (SUI) |

| 12 maart 2015 16:15 |           |             |                                                            |
| Frankrijk           | 5–3       | Zwitserland | Scheidsrechters: Jonas van't Hek (NED) Sean Rapaport (RSA) |
|                     | (verslag) |             | Scheidsrechters: Jonas van't Hek (NED) Sean Rapaport (RSA) |

| 12 maart 2015 18:30 |           |              |                                                         |
| Zuid-Afrika         | 3–2       | Azerbeidzjan | Scheidsrechters: Sherif El-Amari (EGY) Tao Zhinan (CHN) |
|                     | (verslag) |              | Scheidsrechters: Sherif El-Amari (EGY) Tao Zhinan (CHN) |

### Kruisingswedstrijden
Om plaatsen 5-8
| 14 maart 2015 09:30 |           |          |                                                           |
| Azerbeidzjan        | 2–8       | Tsjechië | Scheidsrechters: Sherif El-Amari (EGY) Kirk Mendoza (RSA) |
|                     | (verslag) |          | Scheidsrechters: Sherif El-Amari (EGY) Kirk Mendoza (RSA) |

| 14 maart 2015 11:45 |           |             |                                                     |
| Wit-Rusland         | 1–5       | Zwitserland | Scheidsrechters: Tomáš Holek (CZE) Tao Zhinan (CHN) |
|                     | (verslag) |             | Scheidsrechters: Tomáš Holek (CZE) Tao Zhinan (CHN) |

Halve finales
| 14 maart 2015 16:15 |           |           |                                                           |
| Egypte              | 2–5       | Frankrijk | Scheidsrechters: Eduardo Lizana (ESP) Sean Rapaport (RSA) |
|                     | (verslag) |           | Scheidsrechters: Eduardo Lizana (ESP) Sean Rapaport (RSA) |

| 14 maart 2015 14:00 |           |       |                                                          |
| Zuid-Afrika         | 0–2       | China | Scheidsrechters: Marc Knulle (FRA) Jonas van't Hek (NED) |
|                     | (verslag) |       | Scheidsrechters: Marc Knulle (FRA) Jonas van't Hek (NED) |

### Plaatsingswedstrijden
Om de 7e/8e plaats
| 15 maart 2015 09:30 |           |             |                                                         |
| Azerbeidzjan        | 4–2       | Wit-Rusland | Scheidsrechters: Joachim Wimmer (SUI) Tomáš Holek (CZE) |
|                     | (verslag) |             | Scheidsrechters: Joachim Wimmer (SUI) Tomáš Holek (CZE) |

Om de 5e/6e plaats
| 15 maart 2015 11:45 |           |             |                                                         |
| Tsjechië            | 0–2       | Zwitserland | Scheidsrechters: Kirk Mendoza (RSA) Sean Rapaport (RSA) |
|                     | (verslag) |             | Scheidsrechters: Kirk Mendoza (RSA) Sean Rapaport (RSA) |

Om de 3e/4e plaats
| 15 maart 2015 14:00 |                         |        |                                                         |
| Zuid-Afrika         | 2–2 (2-3 na shoot-outs) | Egypte | Scheidsrechters: Eduardo Lizana (ESP) Marc Knulle (FRA) |
|                     | (verslag)               |        | Scheidsrechters: Eduardo Lizana (ESP) Marc Knulle (FRA) |

Finale
| 15 maart 2015 16:15 |           |           |                                                              |
| China               | 2–5       | Frankrijk | Scheidsrechters: Jonas van't Hek (NED) Sherif El-Amari (EGY) |
|                     | (verslag) |           | Scheidsrechters: Jonas van't Hek (NED) Sherif El-Amari (EGY) |

### Eindrangschikking
| Rang   | Land         |
| ------ | ------------ |
| Goud   | Frankrijk    |
| Zilver | China        |
| Brons  | Egypte       |
| 4      | Zuid-Afrika  |
| 5      | Zwitserland  |
| 6      | Tsjechië     |
| 7      | Azerbeidzjan |
| 8      | Wit-Rusland  |